# Cyrtandra coccinea
Cyrtandra coccinea är en tvåhjärtbladig växtart som beskrevs av Carl Ludwig von Blume. Cyrtandra coccinea ingår i släktet Cyrtandra och familjen Gesneriaceae.

## Underarter
Arten delas in i följande underarter:
- C. c. celebica
- C. c. coccinea
- C. c. timorensis